# Agenda 47

Logo ufficiale dell'Agenda 47

L'Agenda 47 è il programma elettorale di Donald Trump, presentato per la sua candidatura alle elezioni presidenziali del 2024 negli Stati Uniti, con il Partito Repubblicano. Il numero 47 fa riferimento al fatto che Trump avrebbe ricoperto la carica di 47º presidente degli Stati Uniti.

## Programma
Secondo il sito web della campagna di Trump, lui e il suo team promettono di:
- Dichiarare guerra ai cartelli della droga;[8]
- Proteggere gli studenti dalla sinistra radicale;[9][10]
- Affrontare l’aumento delle malattie croniche infantili;[11][12]
- Smantellare lo stato profondo e restituire il potere al popolo americano;[13][14]
- Reclamare "l’indipendenza" degli Stati Uniti riducendo il "catastrofico deficit commerciale avvenuto sotto la presidenza di Joe Biden";[15]
- Costruire un nuovo scudo di difesa missilistica;[16]
- Proteggere Medicare e la Previdenza Sociale;[17]
- Fermare lo spionaggio cinese e diminuire il divario nella bilancia commerciale fra Stati Uniti e la Cina.[15][18]